# Буркард, Иоганн
Иоганн Буркард (нем. Johannes Burckard, итал. Burcardo; ок. 1445/1450 годов, Нидераслак, Эльзас — 15 мая 1506, Рим, Папская область) — апостольский протонотарий Святого Престола и с 1484 по 1503 год — церемониймейстер римской курии при пяти римских папах. Известен в первую очередь как автор литургических сочинений и дневника Liber notarum (1483—1506), являющегося ценным источником по истории событий, имевших место при папском дворе эпохи Возрождения.

## Биография
Родился в бедной семье. Образование получил в коллегии при монастыре св. Флоренциуса в родном селении. Первоначально работал писарем в Страсбурге у генерального викария, однако вынужден был оставить это место и бежать в связи с фальсификацией документов. В 1467 году Иоганн Буркард приезжает в Рим, с 1475 года он принят при папском дворе и становится одним из приближённых к папе Сиксту IV лиц. В 1476 году рукоположен в священники. В последующие годы получает многочисленные доходные места в Эльзасе, в том числе становится пробстом монастыря Мутье-Грандваль. С 1477 года — гражданские права города Страсбурга. Как было принято в те времена, обладатель данных земель и должностей получал лишь доходы от своих владений, управление же ими производились на местах доверенными лицами.
В 1483 году Буркард становится преемником Агостино Пикколомини на посту папского церемониймейстера. В связи с этим он являлся ответственным не только за проведение божественных литургий, но и всех прочих торжественных церемоний при папском дворе. Для облегчения этих задач Буркард составляет специальную книгу служебных записей, в которой подробно указывает на детальное проведение происходящих в курии событий. Кроме обычных, протокольных сообщений он в ней указывает — буквально дословно — на разговоры, имевшие место между папами, кардиналами и послами. Книга, названная Liber notarum, подробнейшим образом описывает историю папского государства во времена, когда там правили Сикст IV, Иннокентий VIII, Александр VI, Пий III и Юлий II.
В Риме Иоганн Буркард строит сохранившийся до сего дня на Виа-дель-Сударио дворец (Via del Sudario 44) Casa del Burcardo со страсбургской башней (Torre Argentina). В 1503 году он становится епископом Орте и Чивита-Кастеллана.
Бурхард умер в субботу вечером, 16 мая 1506 года. Он был похоронен в церкви Санта-Мария-дель-Пополо у Фламиниевых ворот.

## В кино
- Ральф Носсек в телефильме «Борджиа» (Великобритания, BBC, 1981);
- Роберто Альварес в фильме «Борджиа» (Испания, 2006);
- Саймон Макберни в телесериале «Борджиа» (2011—2013, Канада — Венгрия — Ирландия);
- Виктор Шефе в телесериале «Борджиа» (2011—2014, Франция — Германия — Чехия — Италия).

## Сочинения
- Liber notarum
  - E. Celani (изд.): Johannis Burckardi Liber Notarum ab anno 1483 usque ad annum 1506 (Rerum italicarum Scriptores 32). 2 Bde. Città di Castello-Bologna 1910—1912;
- Pontificale, отпечатано 1485, совместно с Агостино П. Пикколомини,
- Caeremoniale Romanum, 1488, совместно с Агостино П. Пикколомини, впервые изд. 1506 у Христофоро Марчелло,
- Ordo Missae secundum consuetudinem Sanctae Romanae Ecclesiae, 1498, переработано в 1502, источник для Missale Romanum 1570.